# Cacyreus fracta
Cacyreus fracta är en fjärilsart som beskrevs av Karl Grünberg 1912. Cacyreus fracta ingår i släktet Cacyreus och familjen juvelvingar. Inga underarter finns listade i Catalogue of Life.